# Vuelta a España 2024/11. Etappe
Die 11. Etappe der Vuelta a España 2024 fand am 28. August 2024 statt. Sie führte die 79. Austragung des spanischen Etappenrennens über einen hügligen Rundkurs um Padrón. Auf den 166,4 Kilometern mussten vier Bergwertungen überquert werden. Nach der Etappe hatten die Fahrer 1773,2 Kilometer absolviert, was 53,71 % der Gesamtdistanz entspricht.
Den Etappensieg sicherte sich der Ire Eddie Dunbar (Team Jayco AlUla), der sich rund 600 Meter vor dem Ziel von einer großen Ausreißergruppe absetzen konnte. Mit zwei Sekunden Rückstand folgten Quinten Hermans (Alpecin-Deceuninck) und Max Poole (Team dsm-firmenich PostNL) auf den weiteren Positionen. Ben O’Connor (Decathlon AG2R La Mondiale Team) verteidigte das Rote Trikot, verlor im Finale jedoch wertvolle Sekunden.

## Streckenverlauf
Nach dem offiziellen Start führte die Strecke über einen nicht-kategorisierten Anstieg nach Taragoña, ehe eine weitere Welle ins nördliche Noia führte. Nun begann die Straße erneut zu steigen und führte über die AC-543 auf den Puerto San Xusto (443 m), der als Bergwertung der 3. Kategorie nach 42,4 Kilometern erreicht wurde. Mit der anschließenden Abfahrt, die nach Brión führte, erreichten die Fahrer einen 36,7 Kilometer langen Rundkurs, der zweimal absolviert werden musste. Dieser führte über O Sisto zur Ziellinie, ehe die bei Liñares die Auffahrt auf den Puerto Aguasantas (445 m) begann. Dieser befand sich auf der CP-7402, wo bei den Kilometern 81,2 und 117,9 eine Bergwertung der 3. Kategorie abgenommen wurde. In O Sisto wurde 32,5 Kilometer vor dem Ziel der einzige Zwischensprint und Bonussprint ausgefahren, ehe die Fahrer den Rundkurs in Richtung A Ramallosa verließen. Bei Pontevea bogen die sie rechts auf die AC-242 ab, bevor kurz nach Pousada die letzte Bergwertung des Tages in Angriff genommen wurde. Diese trug den Namen Puerto Cruxeiras (312 m) und wies auf einer Länge von 2,9 Kilometern eine durchschnittliche Steigung von 8,9 % auf. Die Bergwertung der 3. Kategorie wurde 7,9 Kilometer vor dem Ziel zwischen den Ortschaften Cruxeiras de Abaixo und A Silva abgenommen, ehe eine schmale Abfahrt auf der DP-6502 zum Zielort Padrón führte. Der Zielstrich befand sich nicht im Stadtgebiet, sondern beim Campus Tecnológico Cortizo.
|                            | Ort                                 | Kilometer | Länge (km) | Höhe (m) | Ø Steigung |
| -------------------------- | ----------------------------------- | --------- | ---------- | -------- | ---------- |
| neutralisierter Start      | Padrón (Campus Tecnológico Cortizo) | -5,8      |            |          |            |
| offizieller Start          | AC-305                              | 0         |            |          |            |
| Bergwertung (3. Kategorie) | Puerto San Xusto                    | 42,4      | 10,2       | 443      | 4,2 %      |
| Zieldurchfahrt             | Padrón (Campus Tecnológico Cortizo) | 67,8      |            |          |            |
| Bergwertung (3. Kategorie) | Puerto Aguasantas                   | 81,2      | 5,7        | 445      | 6,1        |
| Zieldurchfahrt             | Padrón (Campus Tecnológico Cortizo) | 104,5     |            |          |            |
| Bergwertung (3. Kategorie) | Puerto Aguasantas                   | 117,9     | 5,7        | 445      | 6,1        |
| Zwischensprint             | O Sisto                             | 133,9     |            |          |            |
| Bonussprint                | O Sisto                             | 133,9     |            |          |            |
| Bergwertung (3. Kategorie) | Puerto Cruxeiras                    | 158,5     | 7,9        | 312      | 8,9 %      |
| Ziel                       | Padrón (Campus Tecnológico Cortizo) | 166,4     |            |          |            |

## Rennverlauf
Mit Thymen Arensman (Ineos Grenadiers), Patrick Konrad (Lidl-Trek) und Lorenzo Rota (Intermarché-Wanty) ging drei Fahrer nicht an den Start der 11. Etappe. Nachdem das Rennen freigegeben worden war, kam es zu den ersten Angriffen, wobei sich zunächst keine Ausreißergruppe absetzen konnte. Die erste Bergwertung des Tages sicherte sich Marco Frigo (Israel-Premier Tech) vor Urko Berrade (Kern Pharma) und Rubén Fernández (Cofidis), ehe sich Xandro Meurisse (Alpecin-Deceuninck) bei der zweiten Bergwertung vor Marco Frigo und Guillaume Martin (Cofidis) durchsetzte. Weiter bildete sich im Anstieg des Puerto Aguasantas die Ausreißergruppe des Tages, in der 38 Fahrer vertreten waren. Folgende Mannschaften (sortiert nach dem bestplatzierten Fahrer in der Gesamtwertung) waren in der Gruppe repräsentiert: George Bennett, Matthew Riccitello, Marco Frigo, Corbin Strong (alle Israel-Premier Tech), Guillaume Martin, Ion Izagirre, Jesús Herrada (alle Cofidis), Eddie Dunbar, Filippo Zana (beide Jayco AlUla), Steven Kruijswijk, Attila Valter (beide Visma-Lease a Bike), Daniel Felipe Martínez, Patrick Gamper, Nico Denz (alle Red Bull–Bora–Hansgrohe), Urko Berrade, Ibon Ruiz (beide Kern Pharma), Max Poole, Chris Hamilton, Gijs Leemreize (alle dsm-firmenich PostNL), Jhonatan Narváez, Brandon Rivera (beide Ineos Grenadiers), Sam Oomen, Carlos Verona (beide Lidl-Trek), Carlos Canal, Pelayo Sánchez (beide Movistar), Brandon McNulty (UAE Team Emirates), Quinten Hermans (Alpecin-Deceuninck), Gianmarco Garofoli (Astana Qazaqstan), Mathis Le Berre (Arkéa-B&B Hotels), James Knox (Soudal Quick-Step), Eduardo Sepúlveda, Victor Campenaerts, Arjen Livyns (alle Lotto Dstny), Fran Miholjević (Bahrain Victorious), Lorenzo Germani, Sven Erik Bystrøm, Reuben Thompson (alle Groupama-FDJ) und Xabier Isasa (Euskaltel-Euskadi). Der bestplatzierte George Bennett lag vor dem Start auf dem 16. Gesamtrang und wies einen Rückstand von neun Minuten und 50 Sekunden auf. In jener Phase, als sich die Fluchtgruppe bildete, versuchte das Decathlon AG2R La Mondiale Team immer wieder die teils engen Straßen zu versperren, um die Rennsituation zu beruhigen. Nachdem Richard Carapaz (EF Education-EasyPost) die Mannschaft etwas abdrängte, sodass sein Teamkollege Darren Rafferty angreifen konnte, wurde er von Geoffrey Bouchard (Decathlon AG2R La Mondiale) von der Straße gedrängt und so zu Fall gebracht. Die Vorfälle führten im Nachhinein zu Diskussionen, wobei Strafen vergeben wurden und das neu eingeführte Karten-System der UCI zum Einsatz kam.
Nachdem Xandro Meurisse die zweite Bergwertung des Tages auf dem Puerto Aguasantas gesichert hatte, setzte er sich von der großen Ausreißergruppe ab und führte das Rennen auf den nachfolgenden 50 Kilometern als Solist an, wobei er einen maximalen Vorsprung von eineinhalb Minuten herausfuhr. Weiters führte er auch über die zweite Bergwertung auf dem Puerto Aguasantas und sicherte sich die meisten Punkte beim Zwischensprint von O Sisto. 33 Kilometer vor dem Ziel wurde er schlussendlich von der großen Ausreißergruppe eingeholt, die fünfeinhalb Minuten vor dem Peloton lag. Kurz vor dem Schlussanstieg des Puerto Cruxeiras forcierte Victor Campenaerts das Tempo, wodurch die Ausreißergruppe zerfiel. Im Anstieg setzen sich jedoch Urko Berrade, Max Poole und Carlos Verona ab, die die Bergwertung mit einem kleinen Vorsprung erreichten. Carlos Verona sicherte sich die meisten Punkte, ehe das Trio in die anschließende Abfahrt ging, wo mehrere Fahrer die Lücke schließen konnten. Auf den letzten flachen Kilometern kam es an der Spitze zu mehreren Angriffen. Rund 600 Meter vor dem Ziel trat Eddie Dunbar an und konnte einen entscheidenden Vorsprung herausfahren. Der Ire rette sich mit einem Vorsprung von zwei Sekunden ins Ziel und feierte so seinen ersten Grand-Tour-Etappensieg. Im Sprint um Platz zwei setzte sich Quinten Herman vor Max Poole durch.
Im Hauptfeld forcierte die Red Bull–Bora–Hansgrohe-Mannschaft das Tempo im Schlussanstieg. Rund zehn Kilometer vor dem Ziel griff Primož Roglič (Red Bull–Bora–Hansgrohe) an und setzte sich gemeinsam mit Enric Mas (Movistar) von den restlichen Gesamtklassement-Fahrern ab. Kurz vor der Bergwertung schlossen Mikel Landa (Soudal Quick-Step), David Gaudu (Groupama-FDJ) und Mattias Skjelmose Jensen (Lidl-Trek) zu den beiden Angreifern auf, wobei der gesamtführende Ben O’Connor (Decathlon AG2R La Mondiale) Probleme hatte den anderen abgehängten Gesamtklassements-Fahrern zu folgen. Der Australier wies auf der Kuppe einen Rückstand von rund einer halben Minute auf und fuhr an der Seite von Florian Lipowitz (Red Bull–Bora–Hansgrohe), der als Führender der Nachwuchswertung ebenfalls zurückgefallen war. Auf den letzten flachen Kilometern erhielt die Gruppe um Primož Roglič Unterstützung durch Daniel Felipe Martínez, der sich aus der Ausreißergruppe zurückfallen lassen hatte und nun das Tempo weiter hochhielt. Einzig Carlos Rodríguez (Ineos Grenadiers) konnte zu der Gruppe im Finale schließen, die im Ziel einen Rückstand von drei Minuten und 31 Sekunden aufwies. 15 Sekunden dahinter überquerten mit Richard Carapaz und Pavel Sivakov (UAE Team Emirates) zwei Gesamtklassement-Fahrer den Zielstrich, ehe die Gruppe um Ben O’Connor mit einem Rückstand von vier Minute und acht Sekunden auf den Etappensieger im Ziel ankamen. Ben O’Connor verlor somit 37 Sekunden gegenüber seinen größten Rivalen im Kampf um die Gesamtwertung. Zeitgleich mit dem Australier überquerten auch Florian Lipowitz, Adam Yates (UAE Team Emirates), Felix Gall (Decathlon AG2R La Mondiale), Cristián Rodríguez (Arkéa-B&B Hotels) und Sepp Kuss (Visma-Lease a Bike) den Zielstrich.
In der Gesamtwertung lag Ben O’Connor nun drei Minuten und 16 Sekunden vor Primož Roglič. Enric Mas verdrängte Richard Carapaz vom dritten Gesamtrang und lag nun drei Minuten und 58 Sekunden zurück. Sein Vorsprung gegenüber dem Gesamtvierten Ecuadorianer betrug jedoch lediglich zwölf Sekunden. Hinter Mikel Landa rückte Carlos Rodríguez vom neunten auf den sechsten Gesamtrang vor, womit er das Weiße Trikot des Führenden in der Nachwuchswertung von Florian Lipowitz übernahm. Die beiden waren zu diesem Zeitpunkt jedoch nur durch sechs Sekunden getrennt. Mit seiner langen Flucht schob sich George Bennett auf den zehnten Gesamtrang und verdrängte somit David Gaudu aus den Top 10. Sowohl in der Punkte- als auch in der Bergwertung kam es zu keinen nennenswerten Veränderungen, wobei Wout van Aert (Visma-Lease a Bike) bzw. Adam Yates weiterhin die Sonderwertungen anführten. In der Mannschaftswertung behauptete das UAE Team Emirates seine Führung, während Xandro Meurisse aufgrund seiner langen Solo-Fahrt zum aktivsten Fahrer gewählt wurde. Neben den drei nicht-Startern gab auch Chris Harper (Jayco AlUla) die Rundfahrt auf, womit noch 155 Fahrer im Rennen verblieben.

## Ergebnis
| \| Etappenergebnis \| Etappenergebnis \| Etappenergebnis \| Etappenergebnis \| Etappenergebnis \| \| Fahrer \| Fahrer \| Land \| Team \| Zeit \| \| --------------- \| ------------------ \| ---------------------- \| ------------------------- \| --------------- \| \| 1. \| Eddie Dunbar \| Irland \| Team Jayco AlUla \| 3 h 44 min 52 s \| \| 2. \| Quinten Hermans \| Belgien \| Alpecin-Deceuninck \| + 2 s \| \| 3. \| Max Poole \| Vereinigtes Königreich \| Team dsm-firmenich PostNL \| + 2 s \| \| 4. \| Jhonatan Narváez \| Ecuador \| Ineos Grenadiers \| + 4 s \| \| 5. \| Urko Berrade \| Spanien \| Equipo Kern Pharma \| + 4 s \| \| 6. \| Filippo Zana \| Italien \| Team Jayco AlUla \| + 4 s \| \| 7. \| Ion Izagirre \| Spanien \| Cofidis \| + 4 s \| \| 8. \| Carlos Verona \| Spanien \| Lidl-Trek \| + 4 s \| \| 9. \| Gianmarco Garofoli \| Italien \| Astana Qazaqstan Team \| + 4 s \| \| 10. \| Brandon McNulty \| Vereinigte Staaten \| UAE Team Emirates \| + 4 s \| |                    |                        |                           |                 |
| |                    |                        |                           |                 |
| Quelle: ProCyclingStats |                    |                        |                           |                 |
| Etappenergebnis |                    |                        |                           |                 |
| Fahrer | Fahrer             | Land                   | Team                      | Zeit            |
| 1. | Eddie Dunbar       | Irland                 | Team Jayco AlUla          | 3 h 44 min 52 s |
| 2. | Quinten Hermans    | Belgien                | Alpecin-Deceuninck        | + 2 s           |
| 3. | Max Poole          | Vereinigtes Königreich | Team dsm-firmenich PostNL | + 2 s           |
| 4. | Jhonatan Narváez   | Ecuador                | Ineos Grenadiers          | + 4 s           |
| 5. | Urko Berrade       | Spanien                | Equipo Kern Pharma        | + 4 s           |
| 6. | Filippo Zana       | Italien                | Team Jayco AlUla          | + 4 s           |
| 7. | Ion Izagirre       | Spanien                | Cofidis                   | + 4 s           |
| 8. | Carlos Verona      | Spanien                | Lidl-Trek                 | + 4 s           |
| 9. | Gianmarco Garofoli | Italien                | Astana Qazaqstan Team     | + 4 s           |
| 10. | Brandon McNulty    | Vereinigte Staaten     | UAE Team Emirates         | + 4 s           |

## Gesamtstände
| \| Gesamtwertung \| Gesamtwertung \| Gesamtwertung \| Gesamtwertung \| Gesamtwertung \| \| Fahrer \| Fahrer \| Land \| Team \| Zeit \| \| ------------- \| ---------------- \| ---------------------- \| -------------------------- \| ---------------- \| \| 1. \| Ben O’Connor \| Australien \| Decathlon-AG2R La Mondiale \| 43 h 54 min 54 s \| \| 2. \| Primož Roglič \| Slowenien \| Red Bull-Bora-Hansgrohe \| + 3 min 16 s \| \| 3. \| Enric Mas \| Spanien \| Movistar Team \| + 3 min 58 s \| \| 4. \| Richard Carapaz \| Ecuador \| EF Education-EasyPost \| + 4 min 10 s \| \| 5. \| Mikel Landa \| Spanien \| Soudal Quick-Step \| + 4 min 40 s \| \| 6. \| Carlos Rodríguez \| Spanien \| Ineos Grenadiers \| + 5 min 23 s \| \| 7. \| Florian Lipowitz \| Deutschland \| Red Bull-Bora-Hansgrohe \| + 5 min 29 s \| \| 8. \| Adam Yates \| Vereinigtes Königreich \| UAE Team Emirates \| + 5 min 30 s \| \| 9. \| Felix Gall \| Österreich \| Decathlon-AG2R La Mondiale \| + 5 min 30 s \| \| 10. \| George Bennett \| Neuseeland \| Israel-Premier Tech \| + 5 min 46 s \| |                  |                        |                            |                  |
| |                  |                        |                            |                  |
| Quelle: ProCyclingStats |                  |                        |                            |                  |
| Gesamtwertung |                  |                        |                            |                  |
| Fahrer | Fahrer           | Land                   | Team                       | Zeit             |
| 1. | Ben O’Connor     | Australien             | Decathlon-AG2R La Mondiale | 43 h 54 min 54 s |
| 2. | Primož Roglič    | Slowenien              | Red Bull-Bora-Hansgrohe    | + 3 min 16 s     |
| 3. | Enric Mas        | Spanien                | Movistar Team              | + 3 min 58 s     |
| 4. | Richard Carapaz  | Ecuador                | EF Education-EasyPost      | + 4 min 10 s     |
| 5. | Mikel Landa      | Spanien                | Soudal Quick-Step          | + 4 min 40 s     |
| 6. | Carlos Rodríguez | Spanien                | Ineos Grenadiers           | + 5 min 23 s     |
| 7. | Florian Lipowitz | Deutschland            | Red Bull-Bora-Hansgrohe    | + 5 min 29 s     |
| 8. | Adam Yates       | Vereinigtes Königreich | UAE Team Emirates          | + 5 min 30 s     |
| 9. | Felix Gall       | Österreich             | Decathlon-AG2R La Mondiale | + 5 min 30 s     |
| 10. | George Bennett   | Neuseeland             | Israel-Premier Tech        | + 5 min 46 s     |

| Punktewertung | Punktewertung  | Punktewertung | Punktewertung              | Punktewertung |
| Fahrer        | Fahrer         | Land          | Team                       | Punkte        |
| ------------- | -------------- | ------------- | -------------------------- | ------------- |
| 1.            | Wout van Aert  | Belgien       | Team Visma \| Lease a Bike | 243 P.        |
| 2.            | Kaden Groves   | Australien    | Alpecin-Deceuninck         | 162 P.        |
| 3.            | Pavel Bittner  | Tschechien    | Team dsm-firmenich PostNL  | 81 P.         |
| 4.            | Primož Roglič  | Slowenien     | Red Bull-Bora-Hansgrohe    | 66 P.         |
| 5.            | Ben O’Connor   | Australien    | Decathlon-AG2R La Mondiale | 65 P.         |
| 6.            | Stefan Küng    | Schweiz       | Groupama-FDJ               | 59 P.         |
| 7.            | Mathias Vacek  | Tschechien    | Lidl-Trek                  | 57 P.         |
| 8.            | Harold Tejada  | Kolumbien     | Astana Qazaqstan Team      | 52 P.         |
| 9.            | Ibon Ruiz      | Spanien       | Equipo Kern Pharma         | 51 P.         |
| 10.           | Quentin Pacher | Frankreich    | Groupama-FDJ               | 49 P.         |

| Bergwertung | Bergwertung      | Bergwertung            | Bergwertung                | Bergwertung |
| Fahrer      | Fahrer           | Land                   | Team                       | Punkte      |
| ----------- | ---------------- | ---------------------- | -------------------------- | ----------- |
| 1.          | Adam Yates       | Vereinigtes Königreich | UAE Team Emirates          | 22 P.       |
| 2.          | Wout van Aert    | Belgien                | Team Visma \| Lease a Bike | 22 P.       |
| 3.          | Primož Roglič    | Slowenien              | Red Bull-Bora-Hansgrohe    | 18 P.       |
| 4.          | David Gaudu      | Frankreich             | Groupama-FDJ               | 18 P.       |
| 5.          | Jay Vine         | Australien             | UAE Team Emirates          | 17 P.       |
| 6.          | Sylvain Moniquet | Belgien                | Lotto Dstny                | 16 P.       |
| 7.          | Marco Frigo      | Italien                | Israel-Premier Tech        | 14 P.       |
| 8.          | Marc Soler       | Spanien                | UAE Team Emirates          | 12 P.       |
| 9.          | Filippo Zana     | Italien                | Team Jayco AlUla           | 11 P.       |
| 10.         | Pelayo Sánchez   | Spanien                | Movistar Team              | 10 P.       |

| Nachwuchswertung | Nachwuchswertung    | Nachwuchswertung       | Nachwuchswertung          | Nachwuchswertung |
| Fahrer           | Fahrer              | Land                   | Team                      | Zeit             |
| ---------------- | ------------------- | ---------------------- | ------------------------- | ---------------- |
| 1.               | Carlos Rodríguez    | Spanien                | Ineos Grenadiers          | 44 h 00 min 17 s |
| 2.               | Florian Lipowitz    | Deutschland            | Red Bull-Bora-Hansgrohe   | + 6 s            |
| 3.               | Mattias Skjelmose   | Dänemark               | Lidl-Trek                 | + 1 min 18 s     |
| 4.               | Lennert Van Eetvelt | Belgien                | Lotto Dstny               | + 16 min 33 s    |
| 5.               | Matthew Riccitello  | Vereinigte Staaten     | Israel-Premier Tech       | + 33 min 08 s    |
| 6.               | Isaac Del Toro      | Mexiko                 | UAE Team Emirates         | + 36 min 59 s    |
| 7.               | Max Poole           | Vereinigtes Königreich | Team dsm-firmenich PostNL | + 41 min 44 s    |
| 8.               | Giovanni Aleotti    | Italien                | Red Bull-Bora-Hansgrohe   | + 47 min 05 s    |
| 9.               | Mauri Vansevenant   | Belgien                | Soudal Quick-Step         | + 48 min 03 s    |
| 10.              | Junior Lecerf       | Belgien                | Soudal Quick-Step         | + 56 min 43 s    |

| Mannschaftswertung | Mannschaftswertung         | Mannschaftswertung           | Mannschaftswertung |
| Team               | Team                       | Land                         | Zeit               |
| ------------------ | -------------------------- | ---------------------------- | ------------------ |
| 1.                 | UAE Team Emirates          | Vereinigte Arabische Emirate | 131 h 51 min 14 s  |
| 2.                 | Decathlon-AG2R La Mondiale | Frankreich                   | + 13 min 10 s      |
| 3.                 | Red Bull-Bora-Hansgrohe    | Deutschland                  | + 13 min 11 s      |
| 4.                 | Groupama-FDJ               | Frankreich                   | + 23 min 51 s      |
| 5.                 | Team Visma \| Lease a Bike | Niederlande                  | + 44 min 00 s      |
| 6.                 | Ineos Grenadiers           | Vereinigtes Königreich       | + 46 min 05 s      |
| 7.                 | Israel-Premier Tech        | Israel                       | + 46 min 46 s      |
| 8.                 | Lidl-Trek                  | Vereinigte Staaten           | + 57 min 12 s      |
| 9.                 | Soudal Quick-Step          | Belgien                      | + 59 min 29 s      |
| 10.                | Movistar Team              | Spanien                      | + 1 h 03 min 52 s  |

## Ausgeschiedene Fahrer
- Thymen Arensman (Ineos Grenadiers) ging aufgrund einer COVID-19-Infektion nicht an den Start
- Patrick Konrad (Lidl-Trek) ging aufgrund einer COVID-19-Infektion nicht an den Start,
- Lorenzo Rota (Intermarché-Wanty) ging wegen Kniebeschwerden, die er bei einem Sturz auf der 9. Etappe erlitt nicht an den Start
- Chris Harper (Team Jayco AlUla) gab die Etappe auf[5]